# 汽車天窗
汽車天窗是位於汽車頂部的一种可移动的面板，該面板移動後可以讓光线和新鲜空气进入汽車內。汽車天窗可以手动移動或由電機驱动，并且有各种各樣的形状、大小和款式。对于没有天窗的汽车主要是靠侧窗或空调促進空氣流通，但新鲜空气仍较难流入车内。

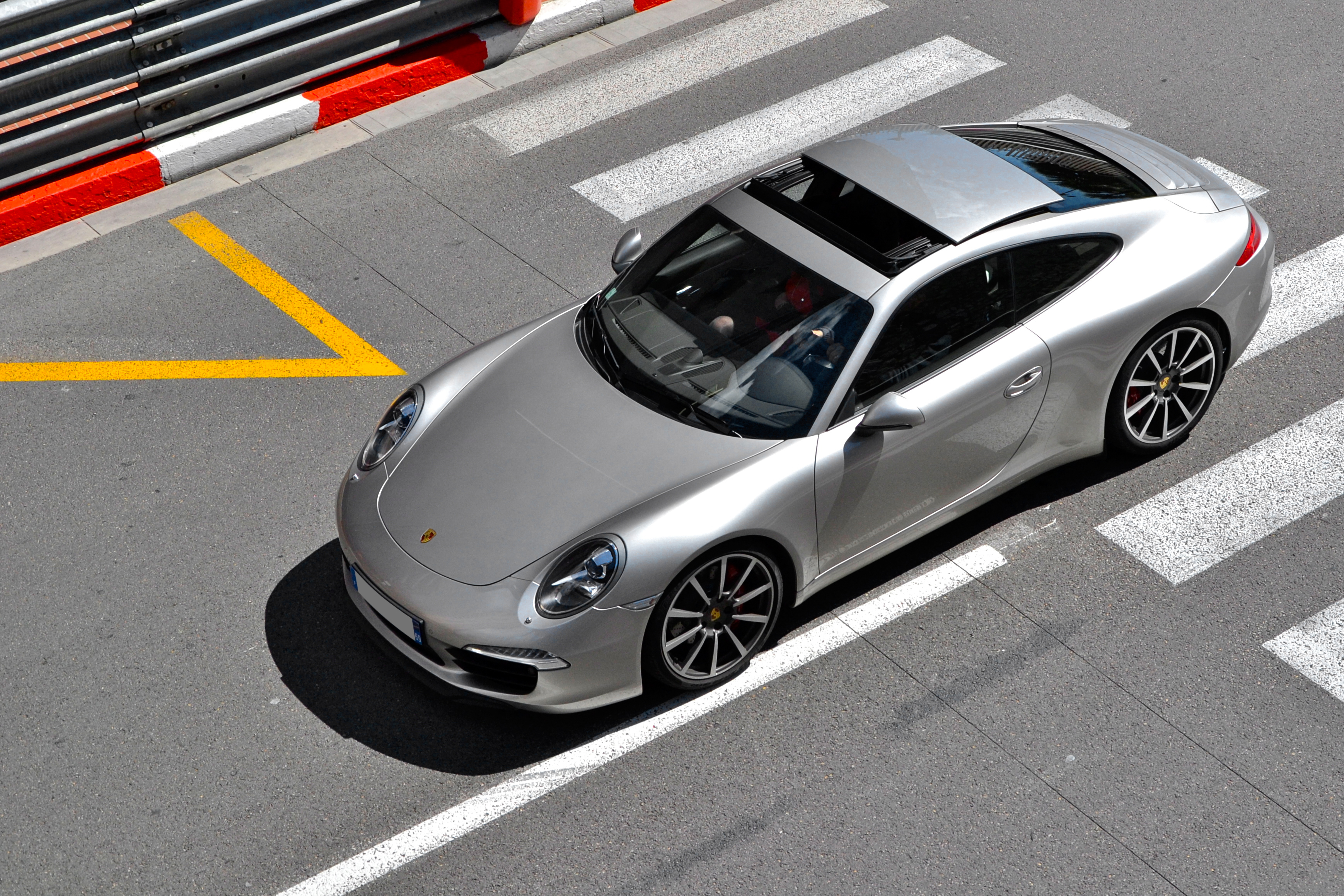
保时捷 991的汽車天窗

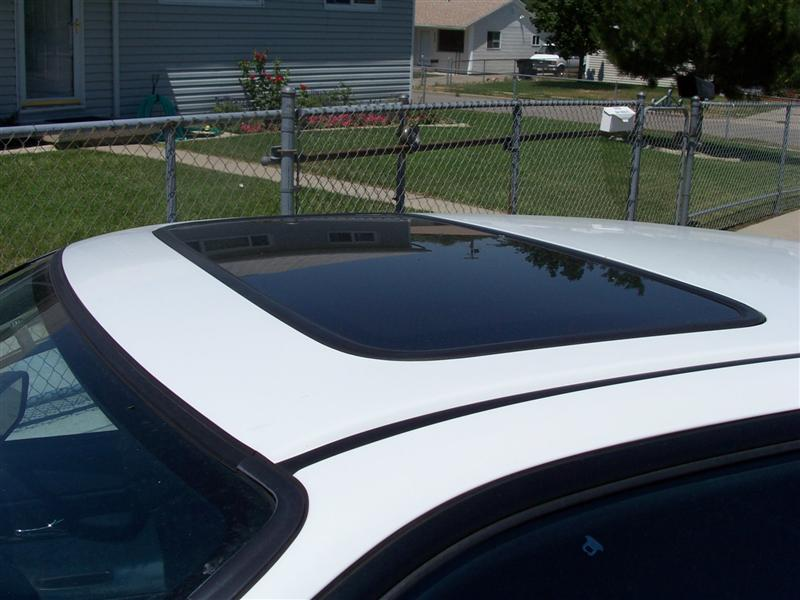
本田型格上的汽車天窗